# Theridion haleakalense
Theridion haleakalense là một loài nhện trong họ Theridiidae.
Loài này thuộc chi Theridion. Theridion haleakalense được Eugène Simon miêu tả năm 1900.